# Jean XII
Octavien (ou Ottaviano ou Octavius), né vers 937 et mort le 14 mai 964, est le 130e pape de l'Église catholique sous le nom de Jean XII du 16 décembre 955 au 4 décembre 963, date à laquelle il est déposé, même si l'Eglise considère qu'il est pape de jure jusqu'à sa mort.

## Origine et accession au trône pontifical
Octavien est le fils d'Albéric II de Spolète, et de Alda (ou Ada), fille de Hugues d'Arles, roi d'Italie (926–947) :
- Par son père il est le petit-fils d'Albéric Ier et de Marozie Ire (qui fut par la suite la troisième femme de Hugues d'Arles), et donc issu de la famille des comtes de Tusculum, famille noble du Latium ;
- Par sa mère il est le petit-fils de Hugues d'Arles, et le neveu du roi d'Italie Lothaire II.

En 932, Albéric II se révolte contre sa mère Marozie et son beau-père Hugues d'Arles ; il chasse Hugues de Rome et enferme sa mère, qui meurt en prison. Albéric II s'autoproclame prince de tous les Romains, patrice ou consul de Rome. Il épouse en 936, Alda, fille de Hugues d'Arles, dont il a un fils, Octavien, vers 937. Il est cependant possible qu'Octavien ait été le fils d'une de ses maîtresses. Avant sa mort qui survint en 954, il fait prêter serment aux nobles romains rassemblés à Saint-Pierre de Rome qu'à la prochaine vacance du trône pontifical, son fils Octavien sera élu pape, en dépit du décret du pape Symmaque qui interdit toute forme d'accord sur la succession d'un pontife alors que ce dernier est encore en vie.
Albéric II meurt en août 954, et Octavien lui succède alors comme princeps de Rome.
Après la mort du pape Agapet II, début décembre 955, Octavien alors probablement âgé de dix-huit ans,, est élu comme son successeur le 16 décembre 955, bien que n'ayant pas l'âge canonique pour cela.
Il est également probable qu'il n'ait eu aucune formation ecclésiastique jusque-là. 
Il devient pape sous le nom de Jean XII et est le deuxième (après le pape Jean II) à changer de nom, inaugurant ce qui devient une pratique fréquente à partir du Xe siècle.

## Alliance avecOttonIer(empereur du Saint-Empire) et les promesses
Il est considéré comme le plus scandaleux des « papes Jean », les chroniqueurs ayant dénoncé en termes souvent vigoureux son règne, certains allant même jusqu'à le qualifier d'« antéchrist siégeant dans le temple de Dieu ». Plus familier en raison de son âge et de son milieu d'origine à la chasse et à la guerre qu'au gouvernement de l'Église, amateur de festins et d'aventures amoureuses, il mène toutefois une politique d'expansion territoriale vigoureuse, qui le conduira à subir une défaite devant le prince de Capoue Pandolf Tête de Fer et, dans le même temps, voir l'occupation des États pontificaux par Bérenger II, roi d'Italie, et son fils Aubert Ier d'Italie.
Afin de riposter à cette occupation, Jean XII sollicite l'aide du roi de Germanie, Otton Ier, qui a hérité de droits sur l'Italie par son mariage avec Adélaïde de Bourgogne. Voyant Otton arriver en Italie à la tête d'une puissante armée, Bérenger II, refusant l'affrontement direct, se replie dans des places fortifiées. Otton entre dans Rome le 31 janvier 962. Il fait le serment de reconnaître Jean XII comme pape et maître absolu de Rome, de ne pas prendre de décret sans le consentement papal, et, en cas de délégation du pouvoir en Italie, de faire que la personne à qui le pouvoir est remis prête serment de défendre le pape et les possessions pontificales au maximum de ses possibilités. Jean XII, de son côté, jure allégeance à l'empereur du Saint-Empire et de ne pas conclure d'alliance avec Bérenger II ou Aubert. Cette reconnaissance des États pontificaux (étendus jusqu'aux régions byzantines) en échange d'un serment de fidélité du pape, librement élu, aux représentants impériaux est formalisé par l'octroi du Privilegium Ottonianum, confirmation de la donation de Pépin.
Jean XII le couronna solennellement empereur des Romains le 2 février 962. Le 12 février se tient un synode romain durant lequel le pape fonde, selon la volonté d'Otton, l'archevêché de Magdebourg et l'évêché de Mersebourg, accorde le pallium aux archevêques de Salzbourg et de Trèves (Allemagne), et confirme la nomination de Rathier en tant qu'évêque de Vérone. Le lendemain, Otton prend un décret connu sous le nom de Diploma Ottonianum dans lequel il confirme l'Église catholique romaine dans ses possessions, en particulier celles accordées par Pépin le Bref et Charlemagne, et indique dans le même temps qu'à l'avenir les papes devront être élus selon une procédure canonique, bien que leurs consécrations ne puissent avoir lieu qu'après que les gages nécessaires auront été donnés à l'empereur et ses ambassadeurs. L'authenticité du contenu de ce document très discuté est avérée, même si le document existant n'est qu'une copie de l'original. Dès le lendemain, 14 février, Otton quitte Rome à la tête de son armée pour reprendre les hostilités contre Béranger II et Aubert. Jean XII modifie alors ses plans durant qu'Otton de son côté essaie de pousser l'autorité impériale jusqu'à des limites excessives. Le pape commence des négociations secrètes avec Aubert, le fils de Béranger II, et dépêche des émissaires en Hongrie et à Constantinople avec des lettres incitant au déclenchement d'une guerre contre Otton. De plus, Jean XII reprend la tradition, abandonnée dès Adrien Ier (772–795), de dater ses actes à partir des années de règne des empereurs byzantins. Ces missives sont interceptées par des soldats impériaux, ce qui fait que l'empereur est mis au courant du revirement papal.

## Manœuvres deJeanXIIet la fin du règne
Jean XII envoie alors une ambassade de conciliation à Otton, et en profite pour lui expliquer ses griefs qui sont que l'empereur a reçu pour lui-même les serments d'allégeance des cités des États pontificaux qu'il a reconquis sur Béranger II. Otton fait alors répondre par une ambassade qu'il réfute cette accusation. Dans le même temps, Aubert vient à Rome où il est reçu avec cérémonie par le pape : cela provoque la transformation du désaccord qui existe de la part de la noblesse romaine qui a sympathisé pour la cause impériale en révolte ouverte contre Jean XII. Le retour d'Otton à Rome le 2 novembre 963 provoque la fuite de Jean XII et Aubert à Tivoli. Otton fait probablement renouveler à la noblesse romaine la promesse sous serment de n'élire ni consacrer un pape sans le consentement de l'empereur. Il est à noter que Liutprand, évêque de Crémone et qui décrit ces faits en tant que témoin oculaire, fait alors partie de l'entourage d'Otton.
Le 6 novembre, un synode de cinquante évêques italiens et allemands est convoqué par l'empereur à Saint-Pierre de Rome : Jean XII y est accusé de sacrilège, simonie, parjure, meurtre, adultère et inceste et est sommé par écrit de se défendre. Ce dernier refuse de reconnaître la légitimité du synode, et prononce une sentence d'excommunication (ferendæ sententia) contre l'ensemble des participants à cette assemblée, les incitant par là à élire un autre pape. Otton ajoute alors aux accusations celle de rupture de l'accord ratifié par serment, de trahison envers sa personne et d'avoir contacté Aubert et donna son accord au dépôt de Jean XII par le synode qui est intervenu le 4 décembre. Le protoscriniaire Léon — un laïc — est donc élu pour le remplacer. Il reçoit les ordres le même jour de manière non canonique (sans les délais — interstitia — requis entre chaque) et couronné pape sous le nom de Léon VIII. Cette procédure contraire aux canons de l'Église rend cette élection invalide de manière quasi-universelle dans la Chrétienté.
Le gros des troupes impériales quittant alors Rome, les partisans de Jean XII se soulèvent encore une fois contre l'empereur, mais sont matés le 3 janvier 964 dans le sang. Néanmoins, sur la demande de Léon VIII, Otton relâche la centaine d'otages pour lesquels il a fait appel, et marche sur Rome pour rencontrer Aubert sur le terrain. Une nouvelle insurrection éclate dans la ville contre le parti impérial, provoquant la fuite de Léon VIII et le retour de Jean XII à Rome. Ce dernier prend une revanche sanglante sur les dirigeants du parti adverse : le cardinal-diacre Jean est amputé de la main droite, l'évêque Otgar de Spire est fouetté, un haut fonctionnaire du Palatin perd le nez et les oreilles. Le 26 février 964, Jean XII tient un synode à Saint-Pierre durant lequel les décrets du synode du 6 novembre sont annulés ; Léon VIII et tous ceux qui ont participé à son élection sont excommuniés, son ordination déclarée invalide et l'évêque Sicon d'Ostie qui l'a consacré, est privé à jamais de ses dignités. L'empereur, ayant les mains libres à la suite de la défaite de Béranger II, se prépare à retourner sur Rome lorsque la mort du pape modifie la situation : Jean XII est mort le 14 mai 964, huit jours après qu'il a été, selon les rumeurs de l'époque, battu à mort par un mari jaloux ou frappé d'une attaque d'apoplexie en plein adultère. Le chroniqueur Liutprand de Crémone attribue pour sa part cette mort subite à un coup infligé par le Diable en personne.